# Лиува II
Лиува II (Леова, Льюва, Льюга; гот. Liuba, лат. Liuva; 583—603) — король вестготов в 601—603 годах.

## Биография

Золотой триенс Лиувы II. Монетный двор Испалиса (совр. Севилья). Вес — 1.49 г Диаметр — 18 мм. Надпись на аверсе: DN LIVVA REX (Наш господин Лиува король). Надпись на реверсе: PIVS ISPALI (Благочестивый. Испалис)

Лиува был сыном Реккареда I. Он взошёл на престол в возрасте восемнадцати лет, но уже в 603 году пал жертвой заговора, во главе которого стоял Виттерих. Отрубив Лиуве правую руку, Виттерих убил его на двадцатом году жизни и на втором году правления. Исидор Севильский утверждает, что Лиува, «произведенный на свет благородной матерью, был известен врожденными добродетелями». Однако автор Арабо-византийской хроники пишет, что он был сыном Реккареда от матери-простолюдинки. Ничего не известно о государственной деятельности молодого короля.
«Хроника вестготских королей» сообщает, что Лиува II, по одним сведениям, правил 1 год, по иным сведениям — 2 года и 6 месяцев.